# Galaxea fascicularis
Galaxea fascicularis is een rifkoralensoort uit de familie Euphylliidae. De wetenschappelijke naam werd gepubliceerd in 1767 door Carl Linnaeus.